# Peter Ryan
Peter Ryan (Philadelphia, 1940. június 10. – Reims, 1962. július 2.) amerikai születésű kanadai autóversenyző.

## Pályafutása
1961-ben a Formula–1-es világbajnokság egy versenyén vett részt. Ezzel ő lett az első kanadai versenyző a sorozatban. Peter az amerikai futamon állt rajthoz és a kilencedik helyen ért célba.
1961-ben megnyerte az első alkalommal rendezett kanadai nagydíjat. A verseny ekkor még a világbajnokság keretein kívül szerepelt.
1962. július 2-án, egy Formula Junior versenyen vesztette életét.

## Eredményei

### Teljes Formula–1-es eredménylistája
(Táblázat értelmezése)

(Félkövér: pole-pozícióból indult; dőlt: leggyorsabb kört futott) 

| Év   | Csapat              | Modell      | Motor             | 1   | 2   | 3   | 4   | 5   | 6   | 7   | 8     | Helyezés | Pont |
| ---- | ------------------- | ----------- | ----------------- | --- | --- | --- | --- | --- | --- | --- | ----- | -------- | ---- |
| 1961 | J Wheeler Autosport | Lotus 18/21 | Climax Straight-4 | MON | NED | BEL | FRA | GBR | GER | ITA | USA 9 | -        | 0    |

### Le Mans-i 24 órás autóverseny
| Év   | Csapat                     | Autó              | Csapattárs | Helyezés | Kiesés oka |
| ---- | -------------------------- | ----------------- | ---------- | -------- | ---------- |
| 1962 | North American Racing Team | Ferrari 250TRI/61 | John Fulp  | Kiesett  | Motorhiba  |

## Külső hivatkozások
- Profilja a grandprix.com honlapon (angolul)
- Profilja a statsf1.com honlapon (angolul)